# Szczęśliwy książę
Szczęśliwy książę (ang. The Happy Prince) – brytyjsko-włosko-niemiecko-belgijski biograficzny dramat filmowy z 2018 roku w reżyserii Ruperta Everetta. Zdjęcia kręcono głównie w Bawarii (zamek Thurnau, Mitwitz) i Neapolu.

## Obsada
- Rupert Everett jako Oscar Wilde[1]
- Colin Firth jako Reggie Turner
- Emily Watson jako Constance Lloyd Wilde
- Colin Morgan jako Alfred Bosie Douglas
- Edwin Thomas jako Robbie Ross
- Tom Wilkinson jako ojciec Dunne
- Benjamin Voisin jako Jean
- Antonio Spagnuolo jako Felice
- Tom Colley jako Maurice Gilbert
- Béatrice Dalle jako manager Café Concert[2]

## Fabuła
Napisany i wyreżyserowany przez Ruperta Everetta, który gra główną rolę, film biograficzny koncentruje się na ostatnich latach niegdyś sławnego, a później schorowanego Oscara Wilde'a. Retrospekcje i asocjacyjne obrazy snów przedstawiają go jako ekscentrycznego bon vivanta, którym miał pozostać przez całe życie na portrecie, przechodzącym w panoramę wyłaniającej się nowej epoki.
Pod koniec XIX w. pisarz jest ulubieńcem londyńskiego towarzystwa – dowcipny, pełen humoru i skandaliczny. Jednak jego jawny homoseksualizm to za dużo jak na czasy, w których żyje i trafia do więzienia. Zubożały i dotknięty złym stanem zdrowia, w chwili uwolnienia, jedzie na wygnanie do Paryża. Po nieudanej próbie pogodzenia się z żoną, wznawia związek z lordem Douglasem, co pogrąża go w totalnej katastrofie. Wspierany przez lojalnych przyjaciół, którzy starają się chronić go przed własnymi ekscesami, udaje mu się zachować swój urok i ironię do samego końca: „Albo ta ohydna tapeta zniknie – albo ja...”

## Nagrody
- 2019 Nagroda Satelita dla najlepszego aktora pierwszoplanowego